# 潞州
潞州（ろしゅう）は、中国にかつて存在した州。南北朝時代から明代にかけて、現在の山西省長治市一帯に設置された。

## 魏晋南北朝時代
578年（宣政元年）、北周により并州上党郡に潞州が設置された。

## 隋代
隋初には、潞州は2郡7県を管轄した。607年（大業3年）、郡制施行に伴い、潞州は上党郡と改称され、下部に10県を管轄した。隋代の行政区分に関しては下表を参照。
| 隋代の行政区画変遷 | 隋代の行政区画変遷          | 隋代の行政区画変遷 | 隋代の行政区画変遷 | 隋代の行政区画変遷 | 隋代の行政区画変遷                                                |
| 区分               | 開皇元年                    | 開皇元年           | 開皇元年           | 区分               | 大業3年                                                           |
| ------------------ | --------------------------- | ------------------ | ------------------ | ------------------ | ----------------------------------------------------------------- |
| 州                 | 潞州                        | 潞州               | 晋州               | 郡                 | 上党郡                                                            |
| 郡                 | 上党郡                      | 郷郡               | 義寧郡             | 県                 | 上党県 襄垣県 長子県 黎城県 郷県 銅鞮県 沁源県 渉県 潞城県 屯留県 |
| 県                 | 壷関県 襄垣県 寄氏県 刈陵県 | 郷県 銅鞮県 陽城県 | 沁源県 義寧県      | 県                 | 上党県 襄垣県 長子県 黎城県 郷県 銅鞮県 沁源県 渉県 潞城県 屯留県 |

## 唐代
618年（武徳元年）、唐により上党郡は潞州と改められた。742年（天宝元年）、潞州は上党郡と改称された。758年（乾元元年）、上党郡は潞州と改称されたが、沢潞節度が置かれた。潞州は河東道に属し、上党・長子・屯留・襄垣・潞城・壷関・黎城・渉・銅鞮・武郷の10県を管轄した。777年（大暦12年）、沢潞節度は昭義軍節度に統合された。

## 宋代
1104年（崇寧3年）、北宋により潞州は隆徳府に昇格した。隆徳府は河東路に属し、上党・長子・屯留・襄垣・潞城・壷関・黎城・渉の8県を管轄した。
金のとき、隆徳府は潞州にもどされた。潞州は河東南路に属し、上党・長子・屯留・襄垣・潞城・壷関・黎城・渉の8県と八義・横水・寺底・褫亭の4鎮を管轄した。

## 元代以降
潞州がモンゴル帝国に占領されると、再び隆徳府とされた。1231年（太宗3年）、隆徳府は潞州と改められた。元の潞州は晋寧路に属し、上党・長子・屯留・襄垣・潞城・壷関・黎城の7県を管轄した。
1369年（洪武2年）、明により潞州は山西等処行中書省に直属した。1376年（洪武9年）、山西等処承宣布政使司に直属した。1529年（嘉靖8年）、潞州は潞安府に昇格した。潞安府は山西省に属し、長治・長子・屯留・襄垣・潞城・壷関・黎城・平順の8県を管轄した。
清のとき、潞安府は山西省に属し、長治・長子・屯留・襄垣・潞城・壷関・黎城の7県を管轄した。
1913年、中華民国により潞安府は廃止された。